# Jarafuel
Jarafuel település Spanyolországban, Valencia tartományban. Jarafuel Ayora, Teresa de Cofrentes, Zarra, Jalance, Cortes de Pallás, Carcelén és Villa de Ves községekkel határos. Lakosainak száma 757 fő (2024).

## Népesség
A település népessége az utóbbi években az alábbiak szerint változott:
| Lakosok száma | 884  | 861  | 837  | 816  | 824  | 805  | 785  | 754  | 777  | 757  |
|               | 2001 | 2004 | 2007 | 2009 | 2012 | 2014 | 2017 | 2019 | 2022 | 2024 |